# Orliac
Orliac település Franciaországban, Dordogne megyében. Lakosainak száma 45 fő (2022. január 1.). Orliac Doissat, Prats-du-Périgord, Mazeyrolles és Sainte-Foy-de-Belvès községekkel határos.

## Népesség
A település népességének változása:
| Lakosok száma | 73   | 77   | 72   | 50   | 61   | 61   | 60   | 53   | 49   | 45   |
|               | 1968 | 1982 | 1990 | 2006 | 2013 | 2015 | 2017 | 2019 | 2020 | 2022 |